# Glossobalanus parvulus
Glossobalanus parvulus är en djurart som tillhör fylumet svalgsträngsdjur, och som först beskrevs av Punnett 1906.  Glossobalanus parvulus ingår i släktet Glossobalanus och familjen Ptychoderidae. Inga underarter finns listade i Catalogue of Life.